# ساسان دژآرا
ساسان دژآرا بازیکن والیبال اهل ایران، عضو باشگاه تبریز و بازیکن تیم ملی والیبال ب ایران است. دژآرا در تیم‌های ملی نوجوانان و جوانان نیز حضور داشت و در رده باشگاهی در تیم‌های پرسپولیس، پیکان و پیشگامان کویر یزد سابقه عضویت دارد.